# Fouras
 Fouras  es una población y comuna francesa, situada en la región de Poitou-Charentes, departamento de Charente Marítimo, en el distrito de Rochefort y cantón de Rochefort-Nord.

## Demografía
| 4121 | 3634 | 3612 | 3295 | 3238 | 3835 |
| Para los censos de 1962 a 1999 la población legal corresponde a la población sin duplicidades (Fuente: INSEE [Consultar]) |      |      |      |      |      |